# Geocolaptes olivaceus
Geocolaptes olivaceus là một loài chim trong họ Picidae.